# Speyside single malt
Speyside single malts er single malt skotsk whisky destillerier, der ligger i Speyside omkring floden Spey i Moray og Badenoch and Strathspey det nordøstlige Skotland.
De to bedst sælgende singlemalt whiskyer i verden, Glenlivet og Glenfiddich, kommer begge for Speyside. Speyside har det største antal whiskydestillerier i hele Skotland, på trods af at være langt mindre end både Highland og Lowland. Dufftown alene har seks fungerende destillerier, og en årlig kapacitet på 40,4 mio. L alkohol.

## Speyside-destillerier
- Aberlour
- Allt-A-Bhainne
- Auchroisk
- Aultmore
- Balmenach
- Balvenie
- BenRiach
- Benrinnes
- Benromach
- Braeval
- Cardhu
- Cragganmore
- Craigellachie
- Dailuaine
- Dalmunach
- Dalwhinnie
- Dufftown
- Glen Elgin
- Glen Grant
- Glen Keith
- Glen Moray
- Glen Spey
- Glenallachie
- Glenburgie
- Glendullan
- Glenfarclas
- Glenfiddich
- Glenlivet
- Glenlossie
- Glenrothes
- Glentauchers
- Inchgower
- Kininvie
- Knockando
- Knockdhu
- Linkwood
- Longmorn
- Macallan
- Mannochmore
- Miltonduff
- Mortlach
- Roseisle
- Speyburn
- Speyside
- Strathisla
- Strathmill
- Tamdhu
- Tamnavulin
- Tomintoul
- Tormore

## Lukkede Speyside-destillerier
- Caperdonich
- Coleburn
- Convalmore
- Dallas Dhu (åben som museum)
- Imperial
- Parkmore
- Pittyvaich

## Andre mærker
En række single malt whiskyer bliver solgt under destilleriernes navn og bliver associeret med Speyside hvilket inkluderer Allt-á-Bhainne, Glen Turner, Lismore, McClelland's Single Malt og Tlàth.